# Distinguished Service Order
Distinguished Service Order (DSO) er en militær dekoration fra Storbritannien og tidligere fra andre Commonwealth lande som tildeles til officerer fra de væbnede styrker i krigstid for veludført tjeneste, typisk for indsats i kamp. 
DSO blev indført den 6. september 1886 af dronning Victoria ved en kongelig proklamation, som blev offentliggjort i London Gazette den 9. november. De første tildelinger skete den 25. november 1886. Den tildeles typisk til officerer med rang af major eller nøjere, men DSO er nogle gange blevet tildelt lavere officerer, som har udvist særligt mod. Under 1. Verdenskrig blev der uddelt 8.981 DSO, og alle blev annonceret i London Gazette.
Ordenen blev oprettet for at belønne individuelle tilfælde af hæderværdig indsats i krig. Det var en militær orden, og indtil for nylig kun for officerer, og blev normalt givet for indsats under beskydning, eller under forhold der kunne sidestilles med kamp med fjenden, omend den mellem 1914 og 1916 blev tildelt stabsofficerer, hvilket skabte utilfredshed blandt frontofficererne. Efter 1. januar 1917 blev kommandører i felten instrueret om kun at foreslå denne udmærkelse tildelt til de som gjorde tjeneste under beskydning. Indtil 1943 kunne ordenen kun tildeles en som var omtalt i depecher. Ordenen tildeles normalt den kommanderende officer over rang af kaptajn. Nogle yngre officerer har fået tildelt DSO, og det er ofte blevet anset som en anerkendelse af at officeren var meget tæt på at få tildelt Victoria Cross.
Under 2. Verdenskrig blev DSO uddelt til 870 officerer fra RAF, hvoraf 62 også fik en bjælke, 8 fik 2 bjælker og 2 endda en tredje. I 1942 blev DSO ordenen udvidet til også at kunne tildeles officerer i handelsmarinen, som havde udvist heltemod under fjendtlige angreb. 
Siden 1993 har ordenen kun kunnet tildeles for fremragende tjeneste, dvs. lederskab uanset rang. Det skete efter at Conspicuous Gallantry Cross blev indført som næsthøjeste orden for tapperhed. Den er imidlertid indtil videre kun blevet tildelt til højtstående officerer, ligesom tidligere. 
Modtagere af ordenen kaldes officielt Companions of the Distinguished Service Order. De har ret til at bruge forkortelsen "DSO" efter deres navn. En bjælke tilføjes til båndet for hver efterfølgende gang ordren tildeles personen. 

## Beskrivelse
- Medaljen som angiver tildelingen er et gyldent (forgyldt sølv) kors med hvidemalje og guldkanter. I centrum indenfor et grønt lauerbærblad sidder imperiekronen i guld på en rød emaljeret grund.
- På bagsiden er det kongelige monogram i guld på en rødemaljeret grund indenfor et grønemaljeret lauerbærblad. En ring i toppen af medaljen knyttes til en ring i bunden af et gyldent ordensbånd, som er ornamenteret med lauerbærblade.
- Det røde bånd er knap 3 cm bredt med smalle blå kanter. Medaljen tildeles unavngivet, men nogle modtagere har fået deres navn indgraveret på bagsiden af spændet.
- Bjælken for en anden tildeling er af rent guld med imperiekronen i centrum. Bagsiden af bjælken har indgraveret årstallet for tildelingen. En rosette bæres på båndet i almindelige uniformer for at signalere tildelingen af en bjælke.

## Danske recipienter

### Første verdenskrig
- Percy Howard Hansen − Brigadegeneral som slutrang i British Army

### Anden verdenskrig
- Kaj Birksted − Wing Commander i RAF
- Flemming B. Muus − Major og frihedskæmper
- Ole Geisler − Kaptajn og SOE souchef i Danmark